# 백산 안희제 생가
의령 안희제 생가(宜寧 安熙濟 生家)는 대한민국 경상남도 의령군 부림면 입산fl에 있는, 백산 안희제(1885∼1943) 선생의 생가이다. 1993년 1월 8일 경상남도의 문화재자료 제193호로 지정되었다.

## 개요
백산 안희제(1885∼1943) 선생의 생가이다.
안희제는 독립운동가로 창남학교, 의신학교 등을 설립하여 신학문 보급에 힘을 썼으며, 민족언론의 선구자 역할도 하였던 분으로 59세로 생을 마감하였다.
생가는 안채, 사랑채 2동으로 되어 있다. 안채는 앞면 6칸·옆면 2칸 규모에 지붕은 옆면에서 볼 때 여덟 팔(八)자 모양을 한 팔작지붕이다. 왼쪽에서부터 마루·방·대청·방·부엌 순으로 배치되어 있다. 사랑채는 앞면 4칸 규모의 초가 건물로 안채와 바짝 붙어 있다.
이들 건물은 모두 동쪽을 향하고 있고, 남쪽으로 마루를 1칸씩 구성하고 있어 특이하다. 또한 다양한 기능을 가진 방이 필요한데도 별도의 건물을 두지 않고 한 건물 내에서 해결하는 조선시대 후기의 주택 특징이 잘 나타나 있다.

## 같이 보기
- 안희제

## 참고 문헌
- 백산 안희제 생가 - 국가유산청 국가유산포털